# バルガーリ
バルガーリ(イタリア語: Bargagli)は、イタリア共和国リグーリア州ジェノヴァ県にある、人口約2,600人の基礎自治体（コムーネ）。

## 地理

### 位置・広がり

#### 隣接コムーネ
隣接するコムーネは以下の通り。
- ダヴァーニャ
- ジェーノヴァ
- ルマルツォ
- ソーリ

### 地震分類
イタリアの地震リスク階級 (it) では、3 に分類される
。

## 行政

### 分離集落
バルガーリには以下の分離集落（フラツィオーネ）がある。
- Bargagli Capoluogo, Maxena, Traso, Valle Lentro